# Station Ścinawa
Station Ścinawa is een spoorwegstation in de Poolse plaats Ścinawa.